# Casas de Don Gómez
Casas de Don Gómez é um município da Espanha na comarca do Vale do Alagón, província de Cáceres, comunidade autónoma da Estremadura. Tem 31,2 km² de área e em 2021 tinha 277 habitantes (densidade: 8,9 hab./km²). Faz parte da Mancomunidade da Rivera de Fresnedosa.

## Demografia
| Variação demográfica do município entre 1991 e 2004 [carece de fontes?] | Variação demográfica do município entre 1991 e 2004 [carece de fontes?] | Variação demográfica do município entre 1991 e 2004 [carece de fontes?] | Variação demográfica do município entre 1991 e 2004 [carece de fontes?] |
| ----------------------------------------------------------------------- | ----------------------------------------------------------------------- | ----------------------------------------------------------------------- | ----------------------------------------------------------------------- |
| 1991                                                                    | 1996                                                                    | 2001                                                                    | 2004                                                                    |
| 409                                                                     | 392                                                                     | 338                                                                     | 348                                                                     |